# Filippo Genzardi
Filippo Genzardi (Palermo, 13 dicembre 1971) è un attore italiano.

## Carriera
Ha interpretato la parte di Matteo Mondello nei due film di Marco Risi: Mery per sempre (1989) e Ragazzi fuori (1990).
Inoltre ha interpretato anche il ruolo di Pietro nel film Vite perdute (1992),  regia di Giorgio Castellani.
Nel 2007 è apparso nel videoclip della canzone Pensa di Fabrizio Moro come protagonista.
Il 20 marzo 2011 è stato ospite al teatro Manzoni di Milano insieme ad altri attori sempre di Mery per sempre, insieme a loro era anche presente il cantante Gianni Vezzosi.
Il 27 maggio 2011 è stato ospite al teatro di Siracusa insieme a Salvatore Termini, Alfredo Li Bassi e Maurizio Prollo per uno spettacolo.

## Filmografia
- Mery per sempre, regia di Marco Risi (1989)
- Ragazzi fuori, regia di Marco Risi (1990)
- Vite perdute, regia di Giorgio Castellani (1992)

## Video Clip
- 2007 - Pensa - (Fabrizio Moro)